# Ковровые акулы
Ковровые акулы, или усатые акулы, или воббегонговые (лат. Orectolobidae) — семейство хрящевых рыб отряда Воббегонгообразные. Встречаются на мелководье в морях умеренного и тропического пояса в западной части Тихого и восточной части Индийского океанов. Слово «воббегонговые» восходит к одному из аборигенных языков Австралии и означает «косматая борода» (акулы из западной части Тихого океана несут на рыле кожистые выросты, напоминающие бороду).
Название семейства, как и отряда отряда происходит от слов др.-греч. ὀρεκτός — «удлинённый» и λοβός — «доля»

## Описание
Представители семейства — придонные акулы, большую часть времени проводящие на мелководье. Большинство видов в длину не превышает 1,25 метра, однако пятнистый воббегонг и Orectolobus halei вырастают до 3-х метров. Ковровые акулы имеют маскировочную окраску в виде симметричных отметин, напоминающих ковровый орнамент — отсюда происходит их название. Маскировочный эффект добавляют также водорослеподобные кожные выросты на рыле, служащие в качестве осязательных рецепторов.
У ковровых акул голова широкая и плоская, рыло коническое. Глаза расположены на голове дорсолатерально, имеются подглазничные выступы. Верхнее подвижное веко отсутствует. Позади глаз расположены брызгальца, по размеру крупнее глаз. Жаберные щели маленькие, четвёртая и пятая жаберные щели не накладываются друг на друга. Ноздри обрамлены длинными усиками, по внешнему краю входного отверстия пролегают кожные складки и выемки. Бороздки, соединяющие ноздри и рот, короткие и хорошо развитые. Рот крупный, слегка изогнут, расположен у кончика рыла. На подбородке имеется продольная симфизальная выемка. Нижние губные борозды тянутся почти до симфиза, но не соединяются с подбородной выемкой. Нижние и верхние зубы сильно отличаются друг от друга. Имеется 23 верхних и 26/19 нижних зубных рядов. Зубы оснащены срединным остриём. Туловище сильно сплющено, латеральные хребты отсутствуют. Прекаудальное расстояние короче тела. Латеральные кили и прекаудальная выемка на хвостовом стебле отсутствуют. Грудные плавники широкие и закруглённые. Брюшные плавники крупнее спинных и анального плавников и почти равны по размеру грудным плавникам. Спинные плавники одинакового размера. Основание первого спинного плавника расположено над или чуть позади основания брюшных плавников. Основание анального плавника широкое, расположено под последней третью основания второго спинного плавника. Хвостовой плавник короткий, асимметричный, у края верхней лопасти имеется вентральная выемка, нижняя лопасть неразвита. Общее количество позвонков колеблется от 149 до 158.

## Биология
Ковровые акулы размножаются яйцеживорождением, в помёте до 20 новорожденных. Они встречаются от зоны прибоя до глубины 110 м. Эти медлительные акулы прячутся среди камней и из засады охотятся на проплывающую мимо рыбу. Их рацион состоит из донных рыб, крабов, лобстеров, осьминогов и т. д. С помощью грудных и брюшных плавников они способны ползать по дну и даже передвигаться посуху, перебираясь из одного приливного бассейна в другой.

## Взаимодействие с человеком
Обычно ковровые акулы не представляют опасности для человека, однако могут нанести рану, будучи потревоженными. Были случаи укусов людей, случайно наступавших на ковровых акул на мелководье. Эти акулы очень гибкие и могут укусить руку, которая держит их за хвост. Зубы мелкие, но острые, при укусе могут застрять в теле человека, при этом их достаточно трудно извлечь.. Есть мнение, что у них плохое зрение и они могут вцепиться зубами в любой предмет, находящийся перед ними, поэтому не следует подносить к их голове руки.
Эти акулы представляют умеренный интерес для коммерческого рыбного промысла. В Австралии, Китае, Малайзии и Японии их мясо используют в пищу, также ценится пёстрая шкура. Ковровых акул регулярно содержат в публичных океанариумах Австралии, Европы, США. Они способны размножаться в неволе.

## Классификация
Двенадцать видов в трёх родах:
- Eucrossorhinus Regan, 1908 — Бородатые воббегонги
  - Eucrossorhinus dasypogon Bleeker, 1867 — Бородатый воббегонг
- Orectolobus Bonaparte, 1834 — Ковровые акулы (род)
  - Orectolobus floridus Last & Chidlow, 2008
  - Orectolobus halei Whitley, 1940[9]
  - Orectolobus hutchinsi Last, Chidlow & Compagno, 2006[10]
  - Orectolobus japonicus Regan, 1906 — Японская бородатая акула, или японская ковровая акула, или японская ковровка
  - Orectolobus leptolineatus Last, Pogonoski & W. T. White, 2010
  - Orectolobus maculatus Bonnaterre, 1788 — Пятнистый воббегонг, или австралийская ковровая акула
  - Orectolobus ornatus De Vis — Украшенный воббегонг
  - Orectolobus parvimaculatus Last & Chidlow, 2008
  - Orectolobus reticulatus Last, Pogonoski & W. T. White, 2008
  - Orectolobus wardi Whitley, 1939 — Североавстралийский воббегонг
- Sutorectus Whitley, 1939 — Бугристые ковровые акулы
  - Sutorectus tentaculatus W. K. H. Peters, 1864 — Бугристая ковровая акула

Вымерший род:
- †Eometlaouia Noubhani & Cappetta, 200